# Friktion (magasin)
Friktion - Magasin om Køn, Krop og Kultur er dansk feministisk webmagasin der udgives på bloggingplatformen Medium. Magasinet blev stiftet i 2014 af blandt andet samfundsdebattørerne Emma Holten og Nazila Kivi efter en crowdfundingkampagne der rejste 16.000 kr.
Magasinet beskriver sig selv som et magasin der "bygge(r) bro mellem kønsforskningen og verden udenfor universiteternes mure" og "et seriøst alternativ i en til tider useriøs dansk sex- og kønsdebat". Ud over webudgaven udgiver magasinet en trykt udgave af det foregående års artikler i såkaldte opsamlinger.
Et af magasinets mere kendte indlæg var redaktør Emma Holtens artikel "Samtykke" og den tilhørende fotoserie taget af fotograf Cecilie Bødker, kaldet "En ny historie om min krop" hvor Holten fortalte om sine oplevelser med hævnporno og udgav en serie af nøgenbilleder hvor kvinden ifl. Holten var "subjekt i stedet for et objekt". Serien blev viderebragt i det engelske medie Hysteria og senere i The Guardian.
Magasinets artikler er blevet citeret i diverse danske medier og i videnskabelige artikler.